# Верутум
Веру́тум (лат. verutum) — малий спис, що використовувався в римській армії
.Верутум застосовувався велітами виключно як метальна зброя. Це відрізняло його від більш важкого пілума, який був на озброєнні у гастатів і принципів (воїни важкої піхоти римського легіону). Пілум використовували не тільки, як дротик — для зупинки атак ворога на відстані, але і в ближньому бою. Довжина древа верутума була близько 1 м, що набагато коротше, ніж у пілума (що був більше 2 м), мав наконечник в 12 см. Конструкція верутума передбачала наявність залізного стрижня (як у пілума) або конусоподібного металевого наконечника.
Верутум був запозичений у самнітів і вольсків. Протягом 3-го і 2-го століть до нашої ери, веліти озброювалися верутумами в кількості 7 штук. Цей різновид списа був вельми ефективною зброєю, навіть проти бойових слонів, що підтверджується битвою при Замі (останній бій Другої Пунічної війни, що завершилася поразкою армії Ганнібала). В кінці 2-го століття до нашої ери, верутум був виведений з використання, але при цьому дротики повернуться в арсенал легіонера за часів пізньої Імперії.